# Thérèse-Christine de Bourbon-Siciles
Vous lisez un « article de qualité » labellisé en 2011.
Titres
Impératrice du Brésil
30 mai 1843 – 15 novembre 1889
(46 ans, 5 mois et 16 jours)
Consort du prétendant au trône brésilien
15 novembre 1889 – 28 décembre 1889
(1 mois et 13 jours)
Thérèse-Christine de Bourbon-Siciles ou Thérèse-Christine des Deux-Siciles (en italien : Teresa Cristina di Borbone-Due Sicilie et en portugais : Teresa Cristina de Bourbon-Duas Sicílias), princesse des Deux-Siciles puis, par son mariage, impératrice du Brésil, est née le 14 mars 1822, à Naples, dans le royaume des Deux-Siciles, et est décédée à Porto, au Portugal, le 28 décembre 1889. C'est une princesse de la Maison de Bourbon et la troisième et dernière impératrice du Brésil.
Fille du roi François Ier des Deux-Siciles, Thérèse-Christine devient orpheline de père à l'âge de huit ans. Négligée par sa mère, l'infante Marie-Isabelle d'Espagne, elle est élevée dans un environnement conservateur et développe un caractère timide et effacé. Âgée de vingt-et-un ans et dotée d'un physique peu gracieux, elle conclut, en 1843, un mariage prestigieux en épousant, par procuration, à Naples, le jeune empereur Pierre II du Brésil. Cependant, la première rencontre des deux jeunes gens, à Rio de Janeiro, est un échec et le souverain latino-américain se sent trompé en découvrant l'apparence de sa promise. Le temps passant et la générosité de l'impératrice aidant, une complicité réelle finit toutefois par unir le couple et quatre enfants ne tardent pas à naître de leur relation. Tout au long de son règne, Pierre II n'en noue pas moins différentes relations extra-conjugales, sur lesquelles son épouse semble avoir en partie fermé les yeux.
Éloignée de toute préoccupation politique et impliquée dans de nombreuses œuvres caritatives, Thérèse-Christine parvient rapidement à gagner le cœur de ses sujets, qui la surnomment affectueusement la « mère des Brésiliens ». Discrète et pieuse, elle mène pourtant une vie relativement retirée, dans laquelle l'éducation de ses enfants tient une large place. Moins cultivée que son époux et que sa principale rivale, la comtesse de Barral, l'impératrice se passionne toutefois pour l'art gréco-romain et elle entreprend, dès son arrivée au Brésil, une collection d'antiquités entreposées au Musée national du Brésil. Elle s'intéresse par ailleurs à la technique de la mosaïque et décore, de ses œuvres, les jardins du palais de Saint-Christophe.
Après plus de quarante-cinq ans au Brésil, Thérèse-Christine assiste, en 1889, au coup d'État républicain qui renverse son époux et qui l'oblige à partir, avec sa famille, en exil au Portugal. Déjà gravement malade depuis plusieurs années, l'impératrice voit sa santé décliner rapidement et elle meurt d'un arrêt cardiaque en raison de problèmes respiratoires un peu plus d'un mois après l'abolition de la monarchie brésilienne. Très appréciée des Brésiliens, et même des républicains qui louent sa réserve, Thérèse-Christine est sincèrement pleurée dans son pays d'adoption. Il faut pourtant attendre 1921 et la préparation des festivités liées au centenaire de l'indépendance du Brésil pour que sa dépouille, ainsi que celle de son mari, soient rapatriées dans leur pays. Les corps de la famille impériale reposent aujourd'hui dans la cathédrale de Petropolis, où on peut encore observer les gisants qui surplombent leurs tombeaux.

## Famille

La famille du futur François Ier des Deux-Siciles en 1820, représentée par Giuseppe Cammarano. De gauche à droite, on peut voir les futurs : reine Marie-Isabelle des Deux-Siciles, duchesse de Berry, grande-duchesse Marie-Antoinette de Toscane, duchesse de Cadix, reine Marie-Christine d'Espagne, prince royal de Naples (futur Ferdinand II), infante Marie-Amélie d'Espagne et de Portugal, roi François Ier des Deux-Siciles, prince de Capoue et comte de Syracuse.

La princesse Thérèse-Christine est la fille du roi François Ier des Deux-Siciles (1777-1830) et de sa deuxième épouse l'infante Marie-Isabelle d'Espagne (1789-1848), elle-même fille du roi Charles IV d'Espagne (1748-1819) et de la princesse Marie-Louise de Parme (1751-1819). Par son père, Thérèse-Christine appartient donc à la branche napolitaine de la Maison de Bourbon tandis que, par sa mère, elle descend des Bourbons d'Espagne et de Parme.
Thérèse-Christine est par ailleurs la demi-sœur de la duchesse de Berry (1798-1870) et la sœur du roi Ferdinand II des Deux-Siciles (1810-1859), de la grande-duchesse Marie-Antoinette de Toscane (1814-1898) et de la reine-régente Marie-Christine d’Espagne (1806-1878).
Le 30 mai 1843, elle épouse, par procuration, à Naples, puis en personne, à Rio de Janeiro, le 4 septembre 1843, l'empereur Pierre II du Brésil (1825-1891), fils de l'empereur-roi Pierre Ier / IV du Brésil et du Portugal (1798-1834) et de sa première épouse l'archiduchesse Marie Léopoldine d'Autriche (1797-1826). De cette union naissent quatre enfants :
- Alphonse (1845-1847), prince impérial du Brésil ;
- Isabelle (1846-1921), princesse impériale et plusieurs fois régente du Brésil, qui épouse, en 1864, le prince Gaston d'Orléans (1842-1922), comte d'Eu ;
- Léopoldine (1847-1871), princesse du Brésil, qui épouse, en 1864, le prince Auguste de Saxe-Cobourg-Kohary (1845-1907) ;
- Pierre-Alphonse (1848-1850), prince impérial du Brésil.

## Biographie

### Une jeunesse solitaire

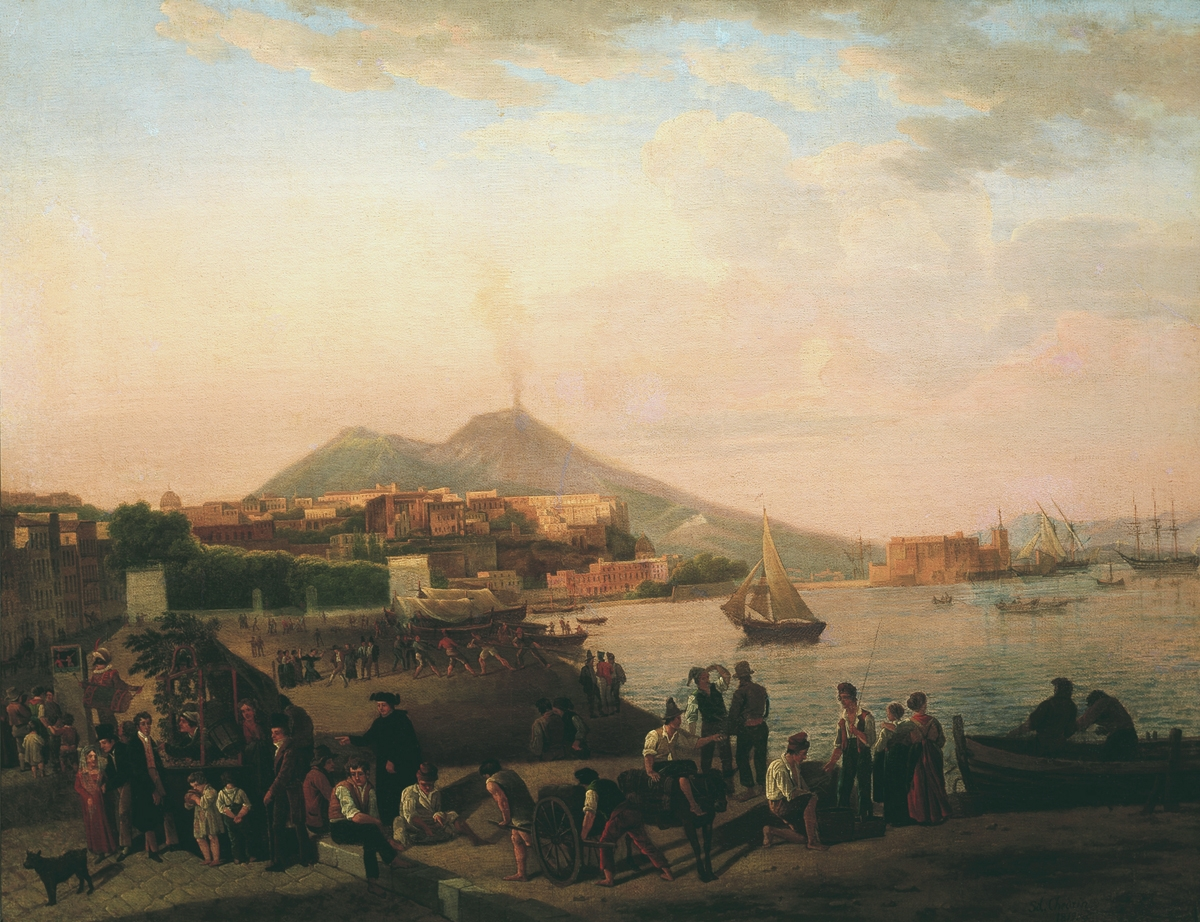
Vue de la ville de Naples, capitale du royaume des Deux-Siciles, où Thérèse-Christine passe les premières années de sa vie. Tableau de Sylvester Shchedrin, 1819.

Née le 14 mars 1822, à une époque où le futur François Ier des Deux-Siciles est encore duc de Calabre, Thérèse-Christine devient orpheline de père à l’âge de huit ans, en 1830. Sa mère, qui se remarie avec un jeune officier en 1839, est pour elle une personnalité distante et Thérèse-Christine passe une enfance solitaire, dans un environnement que des historiens comme Pedro Calmon qualifient de superstitieux, intolérant et conservateur. Selon d’autres auteurs, comme Aniello Angelo Avella, il convient toutefois de nuancer cette analyse, la légende noire des Bourbon-Siciles ayant été largement bâtie après le Risorgimento. Contrairement à son père, volontiers impitoyable, et à sa mère impulsive, Thérèse-Christine se montre d’un caractère doux et timide. Peu sûre d’elle-même, elle ne se plaint jamais, quelles que soient les circonstances dans lesquelles elle se trouve.
Ni belle, ni jolie, la princesse est petite et un peu ronde,,,,. Elle a les yeux marron et les cheveux bruns. Généralement décrite comme boiteuse, elle aurait plutôt, selon l’historien Pedro Calmon, une manière étrange de marcher, due à des jambes arquées qui la pousseraient à s’appuyer alternativement sur son pied droit et son pied gauche. Dotée d’une jolie voix, elle pratique régulièrement le chant et s’intéresse à l’opéra et à la danse. Elle est en outre passionnée par l'art gréco-romain et arrive au Brésil avec plusieurs œuvres d'art issues des fouilles réalisées par sa famille à Pompéi et à Herculanum.

### Un mariage qui commence mal

#### Une union arrangée

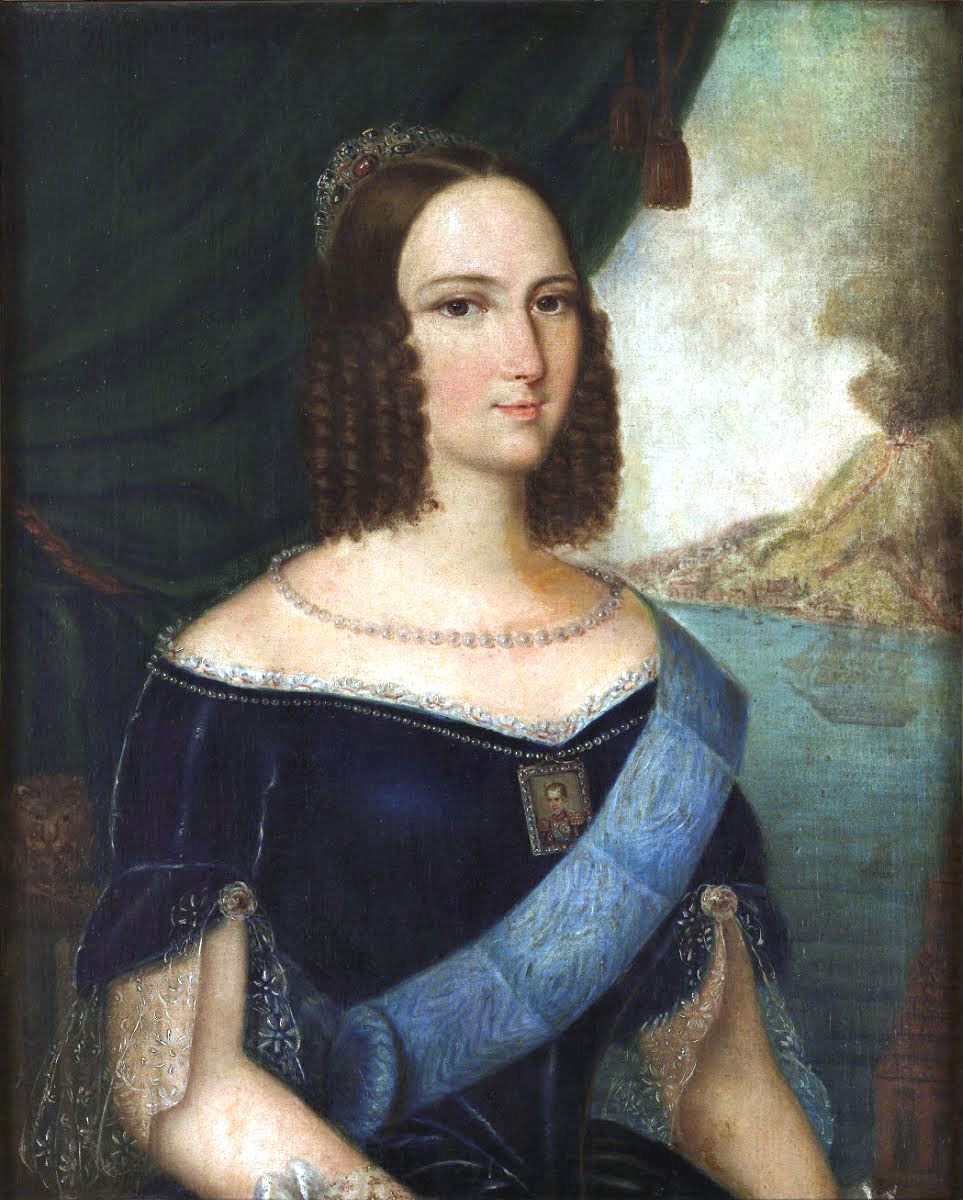
Le faux portrait de Thérèse-Christine envoyé à Pierre II pour favoriser le mariage impérial.

Au début des années 1840, Vincenzo Ramirez, ambassadeur des Deux-Siciles à la cour d'Autriche, rencontre à Vienne, l'envoyé brésilien chargé de trouver en Europe une épouse pour le jeune Pierre II. Les maisons souveraines déjà approchées par le représentant du monarque se sont montrées prudentes, craignant sans doute que Pierre II ait développé une personnalité similaire à celle de son père, l'empereur Pierre Ier, bien connu pour son inconstance et ses nombreuses liaisons,. De son côté, Ramirez n'accorde aucune importance à la réputation du souverain et propose la main de Thérèse-Christine à l'empereur,,. De fait, à l'époque, les sentiments romantiques n'ont guère d'importance et le rôle des princesses se limite largement à donner le jour à des héritiers pour leur mari et leur nation d'adoption. Or, issue d'une famille prolifique qui ne peut lui assurer qu'une dot médiocre et ayant déjà dépassé les vingt ans (âge considéré comme avancé, à l'époque), Thérèse-Christine n'a plus guère d'espoir de mariage et la perspective d'épouser un empereur ne peut être négligée,.
Afin de convaincre Pierre II d’accepter le projet matrimonial, le gouvernement napolitain envoie au souverain le portrait d’une belle jeune fille censé représenter Thérèse-Christine,,,. Séduit par cette image, qui lui apparaît comme celle d’une « princesse féerique », l’empereur accepte l’union avec enthousiasme. Or, d'après l’historien James McMurtry Longo, la personne représentée sur le portrait (voir l’image ci-contre) n'est pas la princesse et, lorsque Pierre II découvre la supercherie, il est déjà trop tard pour faire marche arrière.
Thérèse-Christine et Pierre II étant liés par des liens de parenté étroits, une demande de dispense est déposée auprès du pape Grégoire XVI afin de pouvoir finaliser les accords matrimoniaux. Une fois la dispense obtenue, un mariage par procuration est organisé, le 30 mai 1843, à Naples. Pendant la cérémonie, c'est le comte de Syracuse qui représente le fiancé de sa sœur cadette,,.

#### Un mari déçu par le physique de son épouse

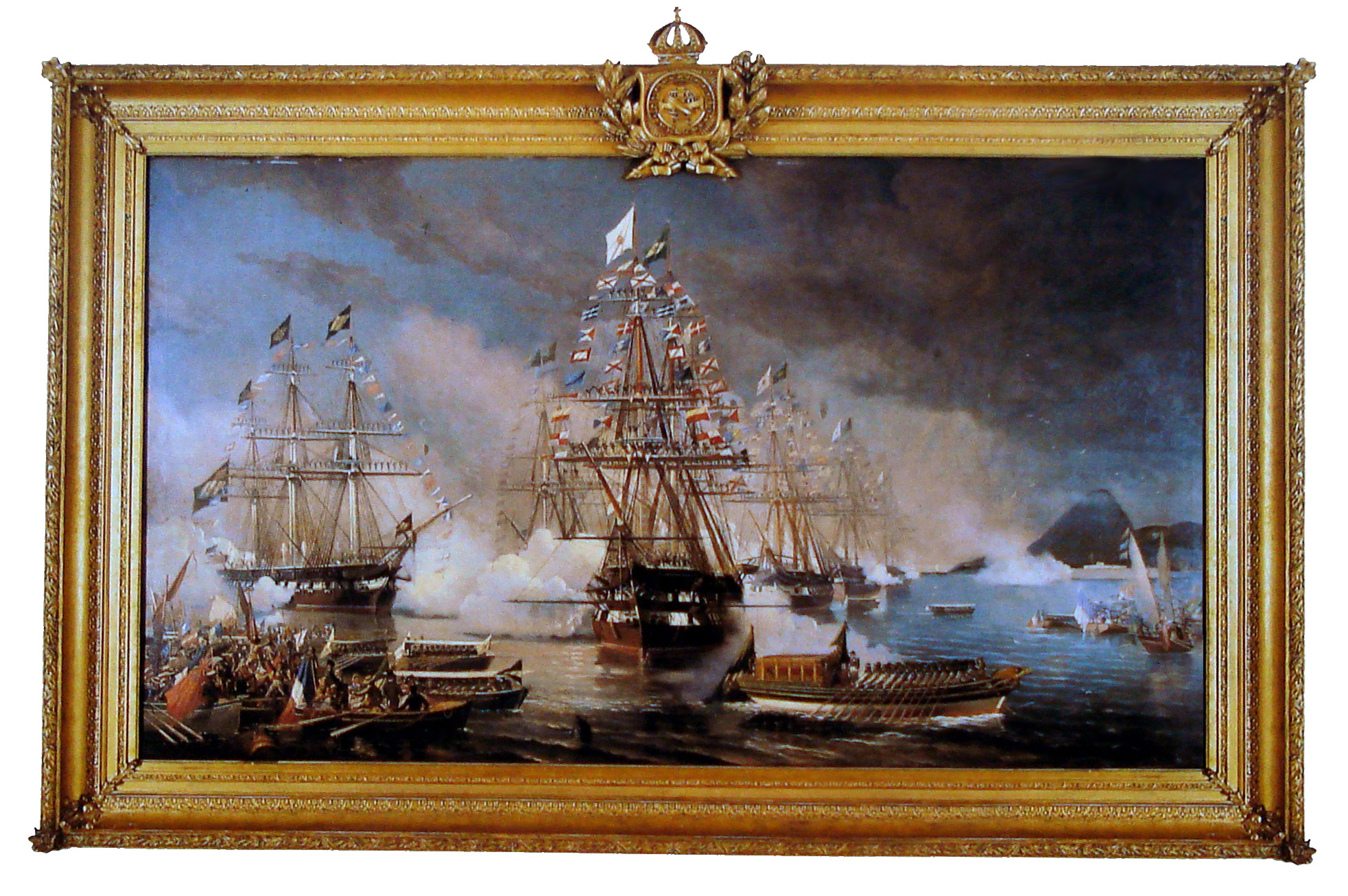
Tableau d'Eduardo de Martino (1872) représentant l'arrivée au Brésil de Thérèse-Christine à bord de la frégate Constitução.

Une petite flotte brésilienne, composée de la frégate Constitução et de deux corvettes, quitte le royaume des Deux-Siciles le 3 mars 1843 pour escorter la toute nouvelle impératrice,. L'escadre, accompagnée par une division navale napolitaine composée d'un vaisseau de ligne et de trois frégates, parvient à Rio de Janeiro le 3 septembre 1843, après six mois de mer,,,.
À peine Thérèse-Christine est-elle arrivée au Brésil que Pierre II, âgé de 18 ans, se rue sur son navire afin de faire sa connaissance. Devant ce geste impétueux, la foule carioque acclame son empereur et tire des coups de feu assourdissants pour le saluer. Grand, blond aux yeux bleus et décrit comme un beau jeune homme malgré son prognathisme habsbourgeois, l'empereur de dix-sept ans séduit immédiatement la princesse napolitaine. Malheureusement pour cette dernière, la réciproque n'est pas vraie et Pierre II se montre ouvertement déçu par l'apparence de sa fiancée,,,,. Dans les yeux du souverain, Thérèse-Christine apparaît comme une « vieille fille » bien plus âgée que ses vingt-et-un ans. Il ne voit que ses défauts physiques et la différence entre le portrait d'elle qu'on lui a présenté et la réalité qui s'offre à lui. Ses espoirs sont déçus et il ne cache pas la répulsion que lui cause la princesse. Un témoignage nous le montre tellement choqué qu'il doit s'asseoir après avoir rencontré Thérèse-Christine. Un autre nous le dépeint tournant les talons et quittant rapidement la scène. L'historien Roderick J. Barman observe quant à lui que l'empereur « pourrait très bien avoir fait ces deux choses ».
Quoi qu'il en soit, Pierre II quitte le navire de la princesse après un court intervalle et celle-ci se renferme dans sa cabine. Ayant perçu la désillusion de son promis, elle éclate en sanglots, se lamentant que l'empereur ne l'aime pas,,.

#### Une épouse déterminée

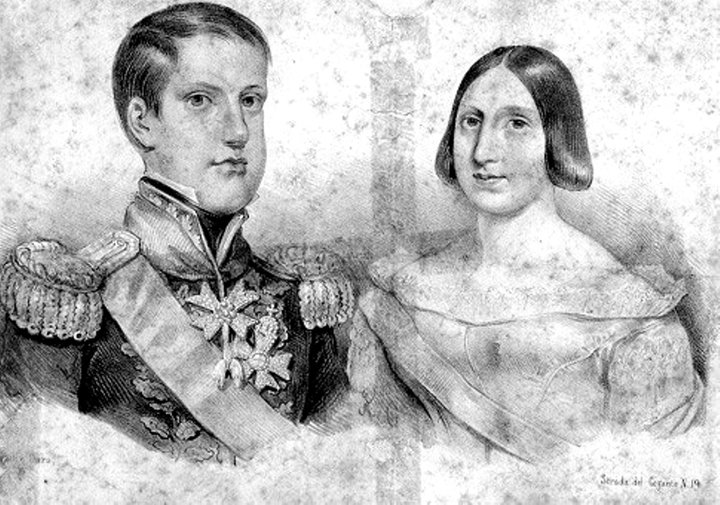
Le couple impérial à l'époque de son mariage, en 1843. Cette lithographie nous offre un portrait plus réaliste de Thérèse-Christine.

Le soir même de sa première rencontre avec le souverain, Thérèse-Christine apprend que Pierre II a basé ses attentes sur un portrait d'elle qui ne lui est pas du tout fidèle. Abattue, elle cache toutefois son angoisse à son mari et à ses nouveaux sujets. Elle est résolue à faire de son mieux pour rétablir la situation et écrit à sa famille : « Je sais que mon apparence est différente de celle qui a été annoncée. Je ferai tous les efforts possibles pour vivre de telle manière que personne ne puisse être trompé par mon caractère. Ce sera mon ambition de ressembler par nature à dona Léopoldine, la mère de mon mari, et d'être brésilienne de tout mon cœur dans tout ce que je fais ».
Finalement, bien qu'un mariage par procuration ait déjà eu lieu à Naples, une imposante cérémonie nuptiale est organisée, le 4 septembre, à la cathédrale de Rio de Janeiro, pour unir publiquement l'empereur et l'impératrice,,,. Thérèse-Christine ne tarde pas être adoptée par ses sujets qui apprécient sa disposition plaisante et son sérieux. Quelques jours après son arrivée dans le pays, elle reçoit ainsi l'expression de l'affection et de la joie de tous, excepté de son nouveau mari.
Le but du mariage de Thérèse-Christine avec Pierre II est de fournir un héritier à l'Empire et l'annonce d'une grossesse est attendue avec anxiété par les Brésiliens. Mais, les mois passant et l'impératrice tardant à tomber enceinte, la population commence à spéculer sur les raisons empêchant le couple d'avoir un enfant. Rapidement, certains émettent des doutes sur la capacité du souverain à engendrer et l'imaginent impuissant. Pourtant, la réalité est bien différente : l'empereur nourrit une aversion pour Thérèse-Christine et n'a aucun désir de consommer son mariage. Face au refus de son époux de coucher avec elle, l'impératrice finit donc par lui demander l'autorisation de retourner vivre en Italie. Touché par la douleur de sa femme, Pierre II consent finalement à avoir des relations sexuelles avec elle. Malgré tout, son attitude ne change pas complètement et il continue à traiter Thérèse-Christine froidement.

### Une impératrice effacée

#### L’éloignement du comte d’Aquila

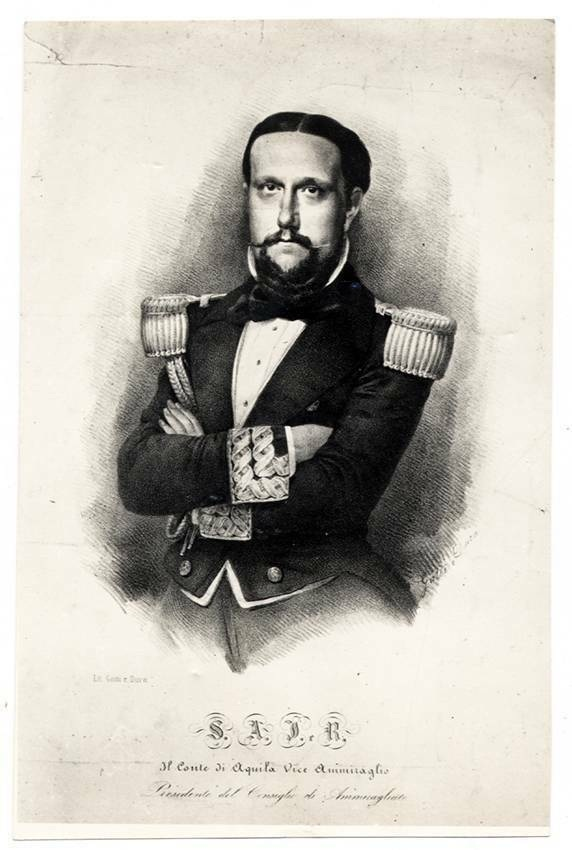
Le prince Louis de Bourbon-Siciles, comte d'Aquila.

Thérèse-Christine n'est pas le seul membre de la famille royale des Deux-Siciles à avoir traversé l'Atlantique pour se rendre au Brésil en 1843 : l'un de ses frères, le comte d'Aquila, a lui aussi entrepris le voyage. À Rio de Janeiro, le jeune homme a alors rencontré la sœur aînée de Pierre II, la princesse impériale Janvière. Or, à l’époque, cette dernière est l’héritière présomptive du souverain et il lui est donc interdit de quitter son pays. Désireux d’assurer la succession impériale, le gouvernement brésilien souhaite pourtant trouver un époux à la princesse et l’arrivée du comte d’Aquila est donc regardée d’un bon œil. D’ailleurs, les deux jeunes gens tombent rapidement amoureux et le comte d’Aquila retourne bientôt à Naples pour demander à son frère, le roi Ferdinand II des Deux-Siciles, l’autorisation d’épouser Janvière et de s’installer au Brésil.
Le comte d’Aquila revient finalement à Rio le 8 avril 1844 et les deux jeunes gens s’unissent quelques jours après son retour. Mais, très vite, les relations entre Pierre II et son beau-frère se dégradent et l'un et l'autre cessent de s'adresser la parole, à partir de la mi-juillet. La personnalité extravertie du comte d'Aquila entre en effet en conflit avec le caractère réservé de l'empereur, qui est choqué par le penchant de son beau-frère pour les plaisirs frivoles,. En outre, Janvière ne cache pas son amour pour son mari et le contraste entre les relations des deux couples irrite davantage le souverain, dont l'immaturité et l'insécurité sont ainsi mises au grand jour. Le fait que Janvière et Thérèse-Christine s'entendent toutes les deux très bien avec le prince des Deux-Siciles ajoute d'ailleurs encore à l'isolement de l'empereur.
Dans le même temps, certains Napolitains qui ont accompagné Thérèse-Christine et son frère au Brésil cherchent à se bâtir une position dans le pays. La rumeur veut, par exemple, que le confesseur du comte d'Aquila cherche à enflammer les ambitions du prince en l'encourageant à former sa propre faction parmi les courtisans brésiliens. Paulo Barbosa da Silva, l'officier responsable du palais impérial, s'en inquiète : lui et Aureliano de Sousa e Oliveira Coutinho, vicomte de Sepetiba, ont en effet formé, à l'avènement de Pierre II, la « faction des courtisans ». Composé de serviteurs de haut rang et d'hommes politiques importants, ce groupe exerce une forte influence sur le souverain et il n'a aucune envie de partager son pouvoir avec les nouveaux venus.
La « faction des courtisans » décide donc d'exploiter les mésententes familiales en insinuant que le comte d'Aquila et ses partisans complotent pour s'emparer du trône. Manquant de confiance en lui, le jeune empereur se laisse facilement persuader et son beau-frère finit par être exclu de la cour. En réaction, le comte d'Aquila se plaint ouvertement du manque de considération du souverain et critique avec dédain la société et la vie au Brésil. À plusieurs reprises, le prince napolitain demande à Pierre II l'autorisation de retourner en Europe avec son épouse. D'abord réticent, l'empereur finit cependant par accepter la requête après s'être publiquement disputé avec son beau-frère à ce propos. Le comte et la comtesse d'Aquila quittent donc Rio de Janeiro le 23 octobre 1844. Pour Thérèse-Christine, qui n’a pas cessé de chercher à réconcilier les deux hommes, le départ de son frère est un coup très dur et elle se retrouve désormais seule, au Brésil, avec son époux.

#### Une mère marquée par la perte de ses deux fils

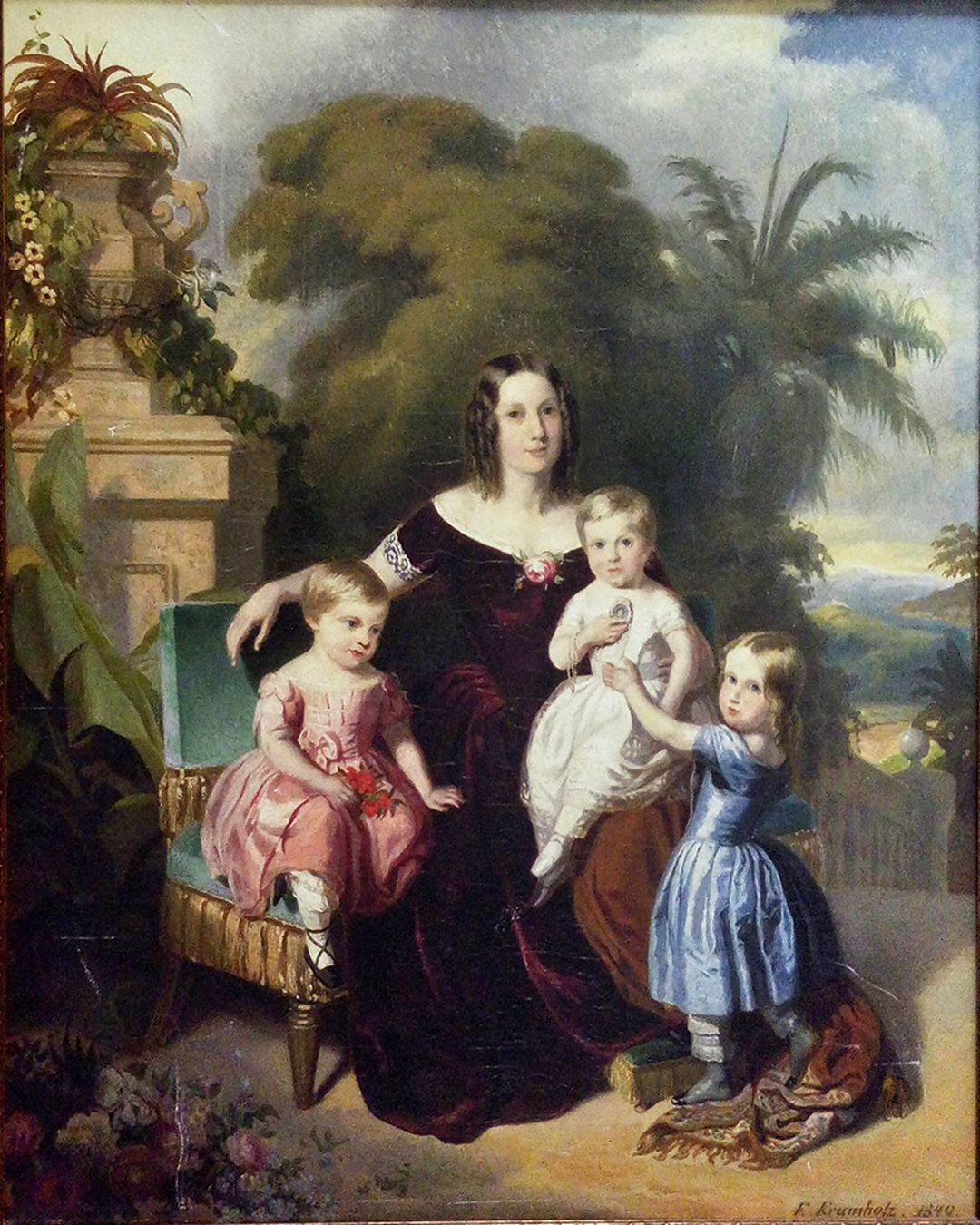
L’impératrice Thérèse-Christine et ses trois cadets, Isabelle, Léopoldine et Pierre-Alphonse. Œuvre de Ferdinand Krumholtz, 1850.

Bien que les relations du couple impérial aient été tendues dès les premiers moments, Thérèse-Christine s'efforce, durant toutes les années de son mariage, à être une bonne épouse. L'application qu'elle met à remplir ses devoirs officiels, ainsi que la naissance de plusieurs enfants, finissent par adoucir l'attitude de Pierre II. Après quelque temps, les deux époux se découvrent des intérêts communs et l'amour qu'ils ressentent pour leurs enfants crée autour d'eux une sorte de bonheur familial. De fait, après la naissance de leur premier fils, Alphonse, en février 1845, l'impératrice donne successivement le jour à trois autres enfants : Isabelle en juillet 1846, Léopoldine en juillet 1847 et Pierre-Alphonse en juillet 1848.
Cependant, le 11 juin 1847, le couple impérial a la douleur de perdre l'aîné de ses enfants. Alors qu'il joue dans la bibliothèque du palais de Saint-Christophe, le petit garçon d'à peine deux ans et demi est pris de convulsions et meurt peu de temps après, laissant ses parents dans une douleur extrême. Pour Thérèse-Christine, le choc est si terrible que l'on craint pour sa santé, alors qu'elle est enceinte de la princesse Léopoldine, qui naît toutefois sans complication un mois plus tard. Une autre tragédie touche la famille impériale lorsque le deuxième fils du couple, le prince Pierre, meurt à son tour le 9 janvier 1850. Après cette nouvelle disparition, les souverains n'ont plus pour héritiers que deux petites filles et, bien que le Brésil ne possède pas de loi salique, la question de la succession est désormais une source de préoccupation pour le couple impérial, qui est persuadé que seul un garçon peut diriger la nation. Consciente de son devoir de donner le jour à un nouvel héritier, Thérèse-Christine n'est pas femme à se refuser à son époux et rien n'indique qu'elle rejette l'idée d'avoir une autre grossesse. Pourtant, aucun autre enfant ne voit le jour dans la famille impériale et l'attirance de Pierre II pour d'autres femmes, plus belles, plus intelligentes et plus cultivées que son épouse n'y est sans doute pas pour rien.

#### Une femme dans l’ombre de son mari

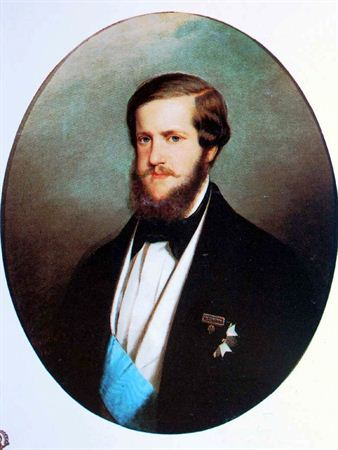
L'empereur Pierre II du Brésil en 1850. Œuvre de Ferdinand Krumholtz.

Entre 1844, date du départ du comte et de la comtesse d'Aquila du Brésil, et 1848, année où naît le dernier enfant du couple impérial, le comportement de Pierre II évolue considérablement. Plus mature et sûr de lui, il ne craint plus les rumeurs de complot. Ayant appris à discerner quand on tente de le manipuler, il rejette désormais l'influence des coteries. De fait, en devenant adulte, ses faiblesses se sont évaporées tandis que sa force de caractère s'affirme. Exerçant désormais lui-même le pouvoir, son travail est beaucoup plus efficace et son image auprès du public s'améliore. Or, cette évolution n'est pas pour déplaire à Thérèse-Christine. D'abord parce qu'avec le temps, les tensions entre son époux et son frère s'aplanissent. Ensuite et surtout parce que l'impératrice déteste la « faction des courtisans » et se réjouit de la voir écartée du gouvernement et du palais,.
De son côté, l'impératrice accepte avec facilité le rôle de plus en plus circonscrit dans lequel son époux la cantonne. N'ayant aucun intérêt pour la politique, elle passe son temps à écrire sa correspondance, à lire, à faire des travaux d'aiguille et à s'occuper de religion et d'œuvres charitables,. En fait, le seul domaine sur lequel Thérèse-Christine semble avoir exercé une certaine influence est celui de l’immigration. Désireuse de faire progresser l’éducation et la santé dans son pays d’adoption, l’impératrice a ainsi poussé Pierre II à favoriser l’immigration de nombreux intellectuels et travailleurs italiens, tant dans la capitale brésilienne qu’à l’intérieur du pays.
Malgré son éducation quelque-peu limitée, Thérèse-Christine se passionne pour les arts, pour la musique et pour l’archéologie. Dès son arrivée au Brésil, elle entreprend ainsi une collection d’œuvres gréco-romaines et reçoit plusieurs centaines d’antiquités de son frère, le roi Ferdinand II des Deux-Siciles, auquel elle envoie, en échange, des objets d'art indigène, destinés au Musée royal bourbonien de Naples,. Elle organise par ailleurs, de son propre chef, des fouilles sur les domaines dont elle a hérité d’une tante, à Véies, un site étrusque situé à une quinzaine de kilomètres au nord de Rome. Durant son temps libre, l’impératrice se livre, en outre, à l’art de la mosaïque. Elle décore ainsi les fontaines, les bancs et les murs du Jardin des princesses, au palais de Saint-Christophe, de coquillages et de tessons de porcelaine, devançant par-là de cinquante ans les œuvres d’Antoni Gaudí et de Josep Maria Jujol.
Au Brésil, Thérèse-Christine a peu d'amies, à l'exception de ses dames de compagnie et, en particulier, de la baronne puis vicomtesse Josefina da Fonseca Costa. Appréciée du personnel du palais, elle se montre bonne juge du caractère de ses visiteurs et des courtisans. Sans prétention et généreuse, c'est une mère puis une grand-mère affectueuse. Modeste dans ses actes comme dans ses tenues vestimentaires, elle ne porte jamais de bijoux, excepté lors des cérémonies officielles. Très réservée, elle donne à ceux qui l'approchent le sentiment d'être un peu triste.

#### Rivalité avec la comtesse de Barral

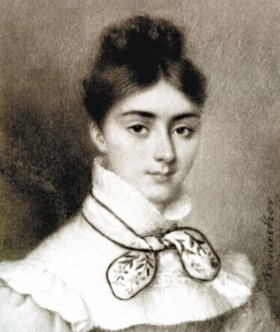
La comtesse de Barral, rivale de l'impératrice.

Épouse dévouée, Thérèse-Christine soutient Pierre II de manière inconditionnelle. Par son comportement, elle parvient à faire naître chez l'empereur affection et respect. Malgré tout, les relations du couple ne parviennent jamais vraiment au stade de l'amour romantique. Si l'empereur traite son épouse avec dignité et ne remet jamais en question sa position, l'impératrice doit rester silencieuse sur les relations, réelles ou supposées, que son époux entretient avec d'autres femmes. Il reste que Thérèse-Christine n’est pas à proprement parler une « femme docile » : sa correspondance, tout comme celle de sa famille, tendent au contraire à démontrer qu’elle peut se révéler colérique et dominatrice, dans la sphère privée.
Malgré tous ses efforts, Thérèse-Christine a toutefois beaucoup plus de mal à détourner le regard sur les infidélités de son mari après la nomination, par celui-ci, de Luísa Margarida de Barros Portugal, comtesse de Barral, au poste de gouvernante (aia) des princesses Isabelle et Léopoldine, le 9 novembre 1856. Née au Brésil mais épouse d'un aristocrate français, la comtesse possède toutes les qualités que le monarque admire le plus chez les femmes : elle est charmante, vive d'esprit, élégante, sophistiquée, cultivée et sûre d'elle-même. À côté d'elle, l'impératrice, qui a reçu une éducation beaucoup moins soignée, fait donc pâle figure et l'empereur ne tarde pas à tomber sous le charme de la comtesse.
Bien que probablement platonique, la relation de l'empereur et de la gouvernante n'est pas sans placer Thérèse-Christine dans une position gênante. Elle doit ainsi, un jour, répondre à sa fille Léopoldine qui lui demande naïvement pourquoi son père passe son temps à caresser les pieds de la comtesse pendant leurs cours. Or, la gouvernante n'est pas seulement appréciée du souverain, elle est aussi très proche de la princesse Isabelle,. Malgré tous ses efforts pour occulter ce qui se déroule sous ses yeux, l'impératrice ne parvient pas, selon l'historien Tobias Monteiro, à déguiser la haine qu'elle voue à sa rivale.
Une fois ses filles devenues majeures, Thérèse-Christine est toutefois libérée de la présence de la comtesse de Barral. N'ayant plus de raison de rester à la cour, la jeune femme quitte en effet le Brésil en mars 1865 et retourne vivre en France avec son mari. Sa relation avec l'empereur se poursuit alors sous une forme purement épistolaire mais, même ainsi, elle continue à déclencher des accès de jalousie chez l'impératrice, toujours aussi amoureuse de son époux malgré sa relative indifférence.

### Dernières années comme impératrice

#### La mort de la princesse Léopoldine

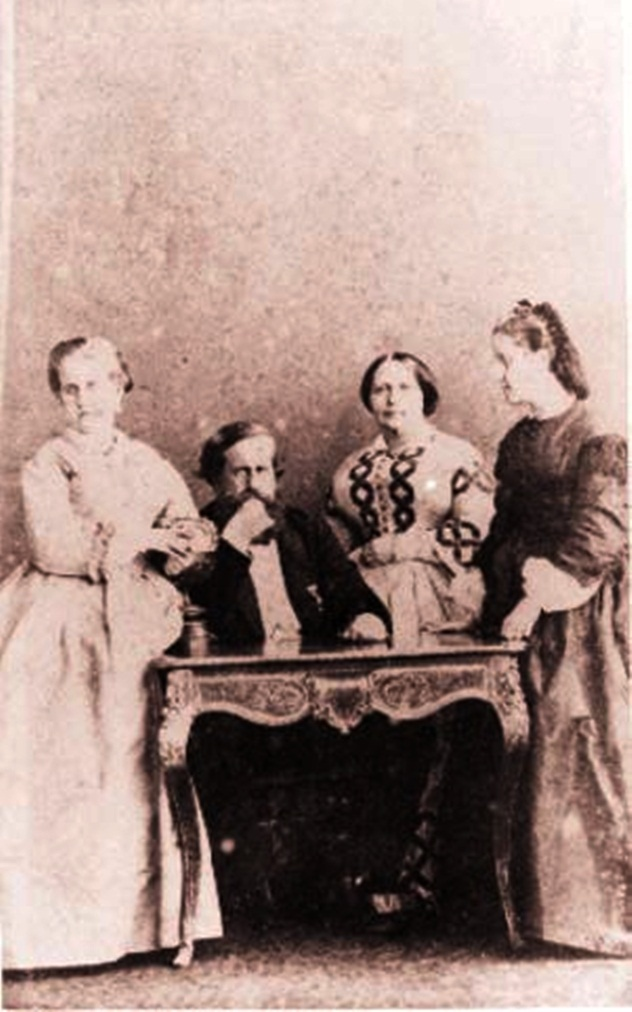
La famille impériale du Brésil vers 1863. De gauche à droite apparaissent la princesse Léopoldine, l’empereur Pierre II, l'impératrice Thérèse-Christine et la princesse impériale Isabelle.

Ses filles grandissant, Pierre II entreprend de les marier afin d'assurer la succession impériale. Après avoir consulté son beau-frère et sa sœur, le prince et la princesse de Joinville, et essuyé les refus de plusieurs candidats, le souverain choisit finalement pour gendres deux petits-fils du roi des Français Louis-Philippe Ier : les princes Gaston d'Orléans, comte d'Eu, et Auguste de Saxe-Cobourg-Kohary. Les deux cousins se rendent donc à Rio de Janeiro où ils épousent, respectivement, les princesses Isabelle et Léopoldine à la fin de l'année 1864,. Peu de temps après, les jeunes femmes quittent le palais impérial pour former leur propre foyer et Léopoldine et son époux partent bientôt vivre une partie de l’année en Europe.
Après avoir donné le jour à quatre fils entre 1866 et 1870, la princesse Léopoldine meurt de la typhoïde, à Ebenthal, en Autriche, le 7 février 1871, laissant l'empereur et l'impératrice effondrés,. Quelques mois après, les souverains entreprennent un voyage en Europe afin de se recueillir sur la tombe de leur fille, à Cobourg, et de régler la question de l'éducation de sa progéniture. Devenu veuf, le prince Auguste souhaite établir sa résidence en Europe. Or, la princesse impériale Isabelle n'a pas encore d'enfant, et les fils d'Auguste et de Léopoldine sont donc les héritiers présomptifs de la couronne brésilienne. En accord avec les Saxe-Cobourg, le couple impérial ramène donc les deux aînés (Pierre et Auguste) à Rio de Janeiro, en 1872, pour leur donner une éducation brésilienne,.

#### Des voyages éprouvants
Le couple impérial entreprend d’autres voyages en Amérique du Nord, en Europe et au Moyen-Orient en 1876 et en 1887-1888, au grand déplaisir de Thérèse-Christine qui préfère de loin son quotidien brésilien, centré autour de sa famille, de la religion et des œuvres charitables qu’elle préside. D’ailleurs, la visite de sa terre natale en 1872 n’a servi qu’à raviver en elle des souvenirs douloureux : en 1861, la dynastie des Bourbon-Siciles a été détrônée par l’« expédition des Mille » de Garibaldi et son ancien royaume n’est plus qu’une province de l’Italie unifiée. Depuis lors, tous ceux qu’elle a connus et aimés à Naples dans sa jeunesse sont partis, ce qui crée en elle une impression de vide immense.
Peu touché par ces considérations, l’empereur Pierre II organise, au printemps 1888, un nouveau voyage en Italie durant lequel l’impératrice doit, entre autres, côtoyer le roi Victor-Emmanuel II, responsable de la chute de sa propre famille. Ce n’est pourtant pas là le moment le plus éprouvant de ce second séjour dans le pays de son enfance. De fait, durant leur passage à Milan, l’empereur manque de mourir et son épouse passe deux semaines à le veiller avant qu’il ne soit finalement déclaré guéri,,.

### Du coup d’État républicain à la mort en exil

#### Le coup d’État républicain de 1889
La tranquille routine domestique de l'impératrice prend brutalement fin le 15 novembre 1889. À cette date, un coup d’État républicain organisé par une faction de l'armée dépose Pierre II et le contraint à partir en exil en Europe avec sa famille. Depuis le début des années 1880, le Brésil connaît pourtant une très forte croissance économique et son image à l'étranger n'a cessé de s'améliorer. Mais, dans le même temps, la monarchie brésilienne n'a cessé de s'affaiblir et l'empereur en est certainement le principal responsable : n'ayant pas d'héritier mâle, il ne croit plus, depuis longtemps, en la survie du régime impérial. Il a donc laissé son autorité s'éroder progressivement tandis que le mécontentement des planteurs, touchés par l'abolition de l'esclavage en 1888, s'intensifie et que le mouvement républicain ne cesse de gagner des adeptes dans l'armée.
La chute de la monarchie brésilienne a de graves répercussions sur le moral de Thérèse-Christine. Selon l'historien Roderick J. Barman, les « événements du 15 novembre 1889 la détruisent émotionnellement et physiquement ». De fait, l'impératrice « aime le Brésil et ses habitants. Elle ne désire rien tant qu'y finir ses jours. Âgée de soixante-six ans et atteinte de dyspnée paroxystique nocturne combinée à de l'arthrite, elle est désormais confrontée à la perspective d'accompagner son époux dans des déplacements continuels à travers l'Europe, en passant ses dernières années quasiment seule dans des logements étrangers inconfortables ».

#### L’exil et la mort

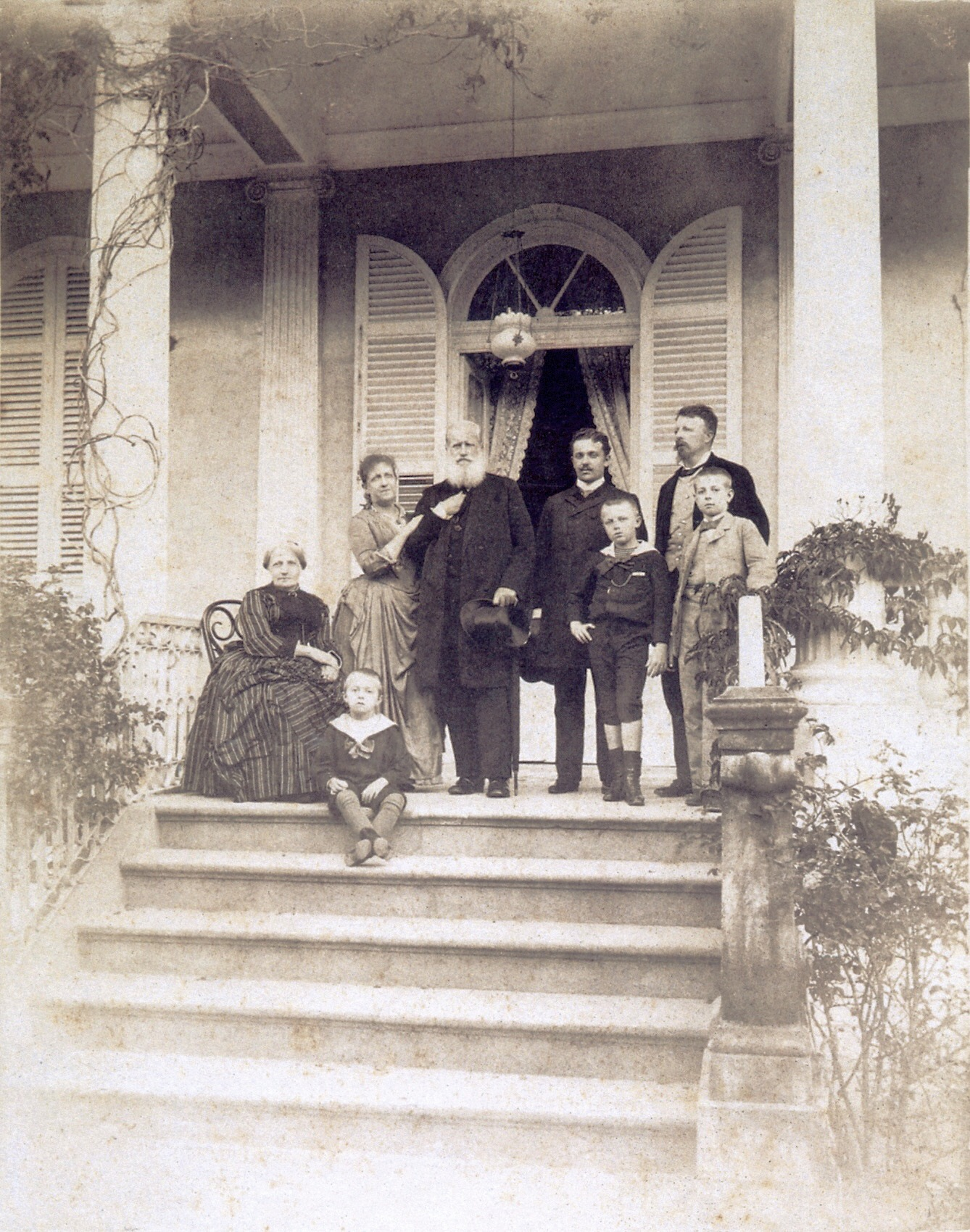
Sur ce qui est considéré comme la dernière photo de la famille impériale au Brésil, apparaissent, de gauche à droite, l’impératrice Thérèse-Christine, le prince Antoine d'Orléans-Bragance, la princesse impériale Isabelle, l’empereur Pierre II, le prince Pierre de Saxe-Cobourg-Kohary, le prince de Grão-Para, le comte d’Eu et le prince Louis d'Orléans-Bragance. Photo de Otto Hees, 1888.

Après avoir été malade durant toute la traversée de l'Atlantique, Thérèse-Christine arrive à Lisbonne, avec toute sa famille, le 7 décembre 1889. Or, leur débarquement au Portugal coïncide avec les cérémonies de couronnement du roi Charles Ier et le gouvernement ne tarde pas à leur faire savoir qu'un souverain déchu est indésirable dans la capitale à un tel moment. Humiliés par la réception qui leur est faite, l'empereur et l'impératrice s'installent à Porto tandis que leurs enfants et petits-enfants partent pour l'Espagne.
Le 24 décembre, le couple impérial reçoit une terrible nouvelle. Alors qu'ils espéraient pouvoir rentrer un jour dans leur pays, Pierre II et Thérèse-Christine sont informés de leur bannissement définitif. Pour la souveraine, c'est un coup très dur qui brise en elle tout désir de survivre. Quelques jours plus tard, le 28 décembre, elle est prise d'une nouvelle attaque d'asthme nocturne mais, comme elle n'a pas de fièvre, l'empereur sort faire une promenade en ville. Malgré les demandes répétées de la souveraine, aucun prêtre n'est appelé à ses côtés et elle meurt, loin de sa famille, d'un arrêt cardiaque à deux heures du matin. Avant de s'éteindre, Thérèse-Christine dit à Maria Isabel de Andrade Pinto, baronne de Japurá : « Je ne meurs pas de maladie, je meurs de chagrin et de regret ! ». Quelques minutes après, ses derniers mots sont : « Ma fille et mes petits-enfants me manquent. Je ne peux pas l'embrasser pour la dernière fois. Brésil, terre magnifique... Je ne peux pas y retourner... ».
Les jours qui suivent, une foule immense remplit les rues de Porto pour assister aux funérailles de l'ex-impératrice. À la demande de Pierre II, la dépouille de Thérèse-Christine est conduite près de Lisbonne, au monastère de Saint-Vincent de Fora, où il est placé dans la nécropole royale des Bragance.

#### Inhumation

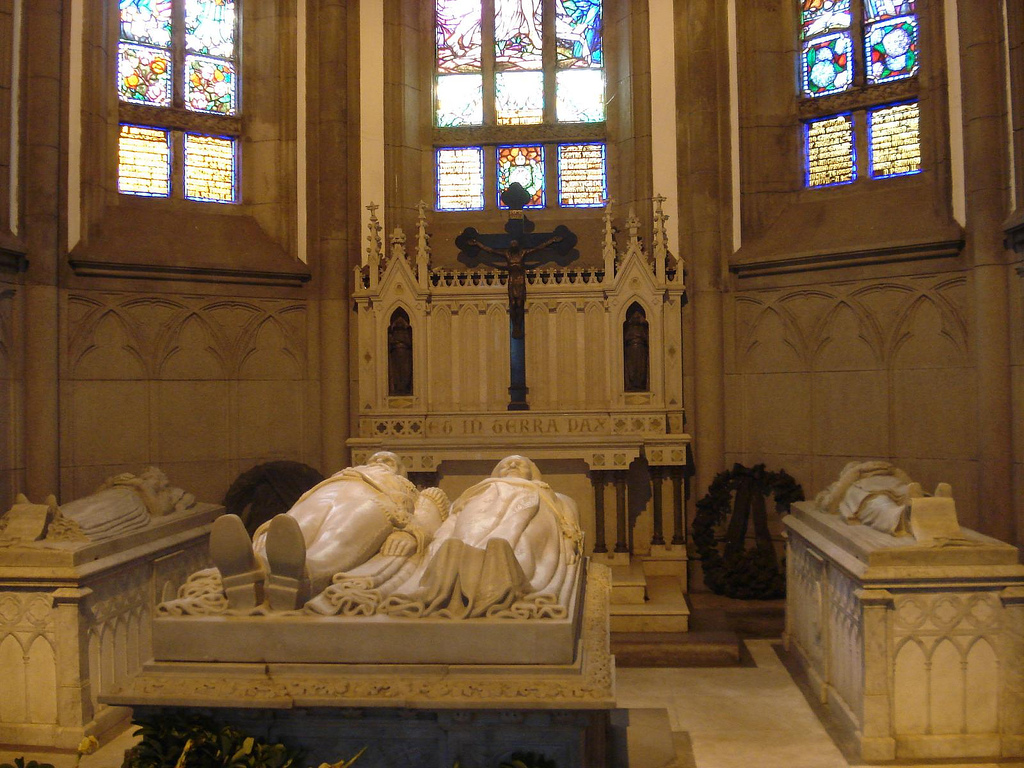
Gisants de Thérèse-Christine et de Pierre II dans la cathédrale de Petropolis.

Deux ans après la mort de Thérèse-Christine, c’est au tour de l’ancien souverain brésilien d’être inhumé dans le monastère de Saint-Vincent de Fora, le 12 décembre 1891,. Trente ans plus tard, en 1921, les dépouilles du couple impérial sont finalement rapatriées au Brésil où elles bénéficient de funérailles officielles à la cathédrale de Rio de Janeiro. La journée est déclarée fériée et des messes en mémoire des souverains sont organisées à travers tout le pays. Des milliers de personnes assistent aux funérailles, que l’historien Pedro Calmon décrit en ces termes : « Les personnes âgées pleuraient ; beaucoup s’agenouillaient ; tout le monde applaudissait. Il n’y avait pas de distinction entre républicains et monarchistes. Ils étaient tous brésiliens ».
Finalement, le 5 décembre 1939, une nouvelle cérémonie est organisée en présence du dictateur brésilien Getúlio Vargas et les corps de Thérèse-Christine et de Pierre II sont transférés dans une chapelle attenante à la cathédrale de Petropolis, où ils reposent encore aujourd’hui.

### Postérité

#### Pierre II et la mémoire de son épouse
Aussi surprenant que cela puisse paraître, l'empereur Pierre II est sûrement la personne qui souffre le plus de la disparition de Thérèse-Christine. D'après l'historien José Murilo de Carbalho, malgré la « déception initiale que lui a causée sa fiancée, le manque d'attrait de celle-ci [et] les liaisons qu'il a nouées [avec d'autres femmes], le fait d'avoir vécu durant quarante-six ans avec elle a fini par développer en lui un fort sentiment d'amitié et de respect pour elle, [sentiment] que sa mort n'a fait que ramener à la surface ». Roderick J. Barman fait une analyse similaire. Selon ce dernier, ce n'est qu'après la disparition de son épouse que l'empereur « a commencé à apprécier sa sollicitude, sa gentillesse, son abnégation et sa générosité. » L'appelant désormais « minha Santa » (« ma sainte »), il la juge supérieure à lui en vertu et l'imagine au paradis, où elle reçoit certainement la reconnaissance et les récompenses qu'il n'a pas su lui donner de son vivant. En fait, d'après l'historien, le caractère de sainteté que l'empereur confère à son épouse lui assure surtout son pardon pour l'avoir négligée tout au long de leur vie commune et lui garantit une protection face à l'éternel auprès duquel elle ne peut manquer d'intercéder en sa faveur.

#### Le Brésil face à la disparition de son impératrice

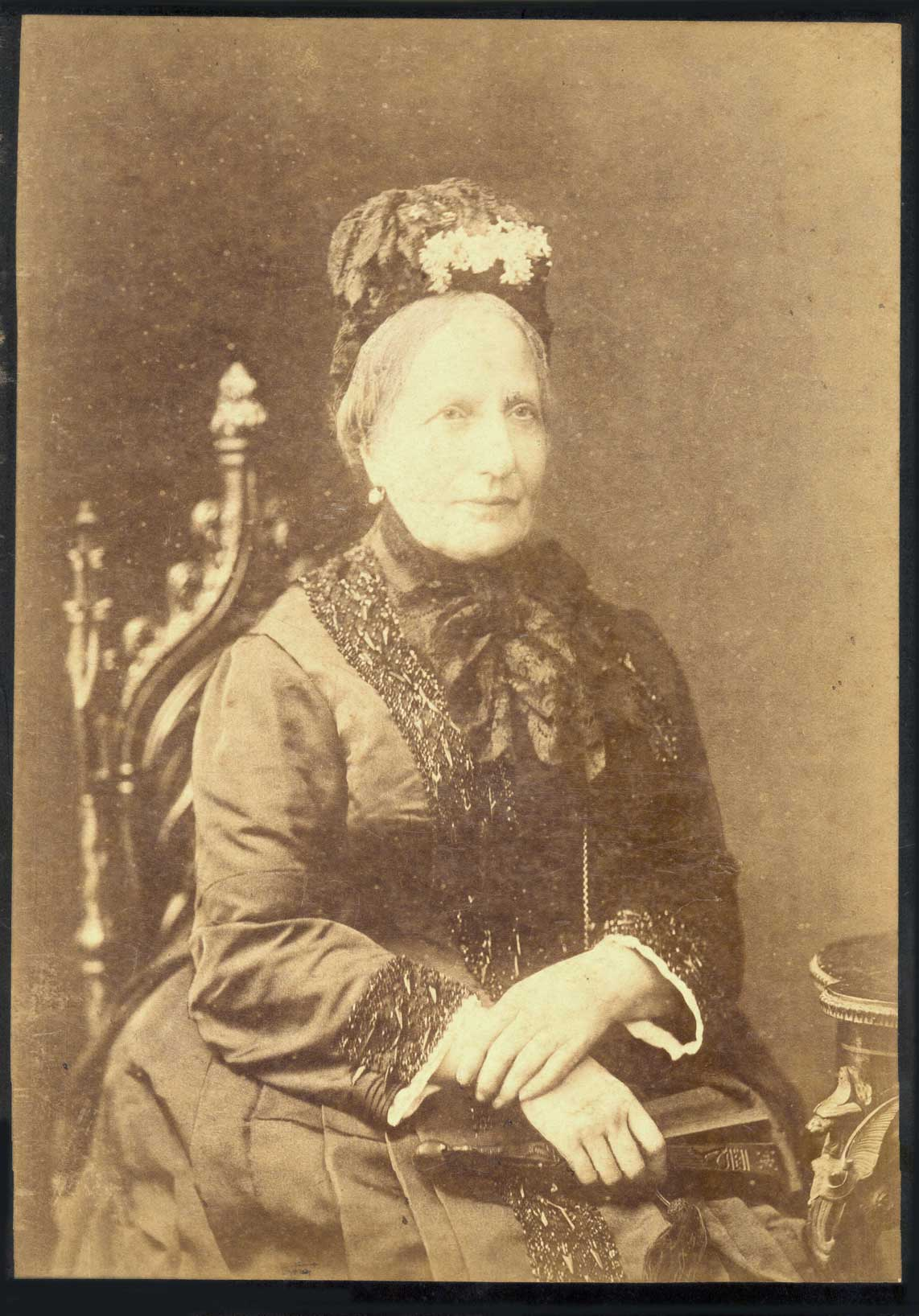
L'impératrice Thérèse-Christine, vers 1887.

La nouvelle de la disparition de Thérèse-Christine provoque une vague de tristesse au Brésil. Sa simplicité, sa gentillesse et surtout son retrait de toute controverse politique la protègent en effet de toute forme de critique, y compris dans le camp républicain. Le poète et journaliste brésilien Artur Azevedo écrit ainsi, à propos du sentiment général provoqué par la mort de l'impératrice : « Je ne lui ai jamais parlé, mais je ne suis jamais non plus passé à ses côtés sans quitter respectueusement mon chapeau et m'incliner, pas devant l'Impératrice mais devant la douce et honnête figure d'une pauvre et presque humble bourgeoise. J'ai vu beaucoup de républicains exaltés faire de même. » L'homme de lettres poursuit : « Elle était appelée mère des Brésiliens, et nous lui vouions tous une sorte de vénération filiale, sans aucune sorte d'irrévérence, et qui sait ? Ses vertus pourraient très bien avoir été le plus fort soutien de ce trône, qui s'est un jour émietté ». D'après lui, la souveraine « avait le bon sens de ne jamais prendre part à la politique, de ne jamais être impliquée dans les affaires d'État ». Il conclut en disant : « Sa mort sera longtemps pleurée : dona Thérèse-Christine était l'un de ces êtres dont la mémoire a le droit aux larmes ».
Bien entendu, les journaux brésiliens commentent eux aussi la disparition de la souveraine. Le journal républicain Gazeta de Notícias écrit ainsi, en guise de nécrologie : « Qui était cette sainte femme, nous n'avons pas besoin de le répéter. Tout le Brésil le sait, avec ce choc qui atteint si profondément l'ancien empereur, on se souvient qu'elle avait été justement et universellement proclamée mère des Brésiliens ». Le Jornal do Commercio écrit quant à lui : « durant quarante-six ans, dona Thérèse-Christine a vécu dans la mère-patrie brésilienne qu'elle a sincèrement aimée, et durant tout ce temps, partout dans ce vaste pays, son nom n'a été prononcé que dans des louanges ou des mots de reconnaissance ».

#### Thérèse-Christine vue par les historiens
Bien qu'elle soit restée dans l’ombre de Pierre II, Thérèse-Christine a une place particulière dans l’histoire du Brésil. D'après l’historien Eli Behar, elle est surtout notable « pour sa discrétion, qui l’a protégée de toute association avec un mouvement politique ; et pour sa tendresse et sa charité, qui lui ont gagné le surnom de “Mère des Brésiliens” ». L'historien Benedito Antunes fait une analyse similaire quand il écrit qu'elle « était aimée des Brésiliens, qui l'appelaient, du fait de sa discrétion, l’"impératrice silencieuse", et la considéraient comme "la mère des Brésiliens”. » Cet auteur loue par ailleurs l'action de l'impératrice en faveur des arts et du développement scientifique. Il écrit ainsi qu'elle « a promu la culture de bien des manières, en faisant venir d'Italie des artistes, des intellectuels, des scientifiques, des botanistes, des musiciens ; de cette façon, elle a contribué au progrès et à l'enrichissement de la vie culturelle brésilienne ». L'écrivain Eugenia Zerbini partage la même opinion lorsqu'elle rappelle que, grâce à Thérèse-Christine, le Brésil possède aujourd'hui la plus grande collection d'antiquités classiques de toute l'Amérique latine.
L’historien Aniello Angelo Avella va encore plus loin. Selon lui, l’image d’une Thérèse-Christine silencieuse et effacée correspond davantage à un stéréotype qu’à une réalité. Aucune étude globale des papiers de l’impératrice n’ayant jamais été réalisée, il considère que celle-ci a joué un rôle bien plus grand dans l’histoire du Brésil que ce que l’on considère généralement. Pour appuyer sa thèse, l’historien insiste lui aussi sur l’importance de l’héritage artistique dû à la souveraine et sur son rôle dans l’immigration italienne. Il met par ailleurs en parallèle la légende noire dont ont longtemps été victimes les Bourbon-Siciles en Italie avec la condescendance et le mépris qui entourent encore l’image de l’impératrice dans l’historiographie brésilienne.

## L'impératrice dans la culture populaire

### Toponymie
Différentes villes brésiliennes ont été baptisées en référence à la souveraine. Parmi celles-ci, on trouve Teresópolis (dans l'État de Rio de Janeiro), Teresina (capitale du Piauí), Cristina (dans le Minas Gerais) et Imperatriz (dans le Maranhão). C'est également le cas de Cristinápolis (dans le Sergipe) et de Santo Amaro da Imperatriz (dans le Santa Catarina).

### Chemin de fer
La Ferrovia Tereza Cristina est une ligne de chemin de fer brésilienne située dans l'État de Santa Catarina.

### Cinéma et télévision
Au cinéma, le rôle de l'impératrice est interprété par Martha Overbeck dans le film brésilien O Xangô de Baker Street (2001).
À la télévision, il est joué par Regina Macedo dans les mini-séries brésiliennes Abolição (1988) et República (1989) puis par Filomena Luiza dans la telenovela Sangue do Meu Sangue (pt) (1995).

### Collections impériales
Juste avant sa mort, l'empereur Pierre II a fait don de la plupart de ses collections au gouvernement brésilien. Celles-ci ont alors été divisées entre les Archives nationales brésiliennes, le Musée impérial du Brésil, la Bibliothèque nationale du Brésil et l'Institut historique et géographique brésilien. Le nombre exact des objets légués par le souverain reste encore incertain : le Palais de Saint-Christophe à lui seul contient plus de 48 000 volumes reliés ainsi qu'une importante collection de photographies, de cartes, de manuscrits rares, de pièces de monnaie, de médailles et d'autres objets. On estime par ailleurs que plus de 100 000 objets issus du legs impérial ont été divisés entre la Bibliothèque nationale et l'Institut historique et géographique. Or, la seule condition imposée par le souverain à la transmission de ses collections au gouvernement républicain a été que celles-ci reçoivent le nom de sa femme. C'est la raison pour laquelle elles sont aujourd'hui connues sous le nom de « Collection Thérèse-Christine Marie » (en portugais : Coleção Teresa Cristina Maria),. Depuis 2009, cette collection est classée par l'UNESCO dans le Registre international Mémoire du monde.

### Expositions
En 1996, l’archéologue Maria Beltrão organise, au Musée national du Brésil, une exposition intitulée « Jardim das Princesas e a Arqueologia Histórica » (« Le Jardin des Princesses et l'Archéologie historique ») largement consacrée aux mosaïques de l’impératrice.
En 1997, une exposition itinérante nommée « Teresa Cristina Maria: a imperatriz silenciosa » (« Thérèse-Christine Marie : l'impératrice silencieuse ») a été organisée par le Musée impérial brésilien. Elle a ainsi été présentée dans le Museu Paulista et a abouti à la publication d'un livre et d'un documentaire.

#### Sur l'impératrice
- (pt) Aniello Angelo Avella, Teresa Cristina Maria de Bourbon, Uma Imperatriz Silenciada, Università di Roma Tor Vergata, 2010 (lire en ligne)
- (pt) Paola Colacurcio et Felicetta Wanda Grillo, Teresa Cristina Maria: a Imperatriz silenciosa, Rio de Janeiro, Museu Imperial / Pontifício Santuário Di Pompei / Istituto Italiano de Cultura, 1997
- (pt) Eugenia Zerbini, « Retrato: A imperatriz invisível », Revista de História da Biblioteca Nacional, no 17,‎ 1er février 2007, p. 62-65 (ISSN 1808-4001, lire en ligne)

#### Sur la famille de l'impératrice
- (en) Roderick J. Barman, Citizen Emperor: Pedro II and the Making of Brazil, 1825–1891, Stanford, Californie, Stanford University Press, 1999 (ISBN 0804735107)
- (pt) Roderick J. Barman, Princesa Isabel: gênero e poder no século XIX, São Paulo, UNESP, 2005 (ISBN 8571395985)
- (pt) Lídia Besouchet, Pedro II e o Século XIX, Rio de Janeiro, Nova Fronteira, 1993, 2e éd. (ISBN 85-209-0494-7)
- (pt) Pedro Calmon, História de D. Pedro II, Rio de Janeiro, J. Olympio, 1975, 5e éd.
- (pt) José Murilo de Carvalho, D. Pedro II: ser ou não ser, São Paulo, Companhia das Letras, 2007 (ISBN 978-85-359-0969-2)
- (fr) Olivier Defrance, La Médicis des Cobourg, Clémentine d’Orléans, Bruxelles, Racine, 2007 (ISBN 2873864869)
- (fr) Guy Fargette, Pedro II, empereur du Brésil : 1840-1889, Paris, L'Harmattan, 2005 (ISBN 2-7475-8273-6)
- (en) James McMurtry Longo, Isabel Orleans-Bragança: The Brazilian Princess Who Freed the Slaves, Jefferson, Caroline du Nord, McFarland & Company, Inc., 2008 (ISBN 978-0-7864-3201-1)
- (pt) Heitor Lyra, História de Dom Pedro II (1825–1891) : Ascenção (1825–1870), vol. 1, Belo Horizonte, Itatiaia, 1977
- (pt) Heitor Lyra, História de Dom Pedro II (1825–1891) : Declínio (1880–1891), vol. 3, Belo Horizonte, Itatiaia, 1977
- (fr) Benjamin Mossé, Dom Pedro II, empereur du Brésil, BookSurge Publishing, 2001 (ISBN 1421229811)
- (pt) Lilia Moritz Schwarcz, As Barbas do Imperador: D. Pedro II, um monarca nos trópicos, São Paulo, Companhia das Letras, 1998, 2e éd. (ISBN 85-7164-837-9)

#### Sur l'histoire du Brésil
- (pt) Benedito Antunes, Machado de Assis e a crítica internacional, São Paulo, UNESP, 2009 (ISBN 9788571399778)
- (pt) Eli Behar, Vultos do Brasil: biografias, história e geografia, São Paulo, Hemus, 1980 (ISBN 8528900061)
- (fr) Bartolomé Bennassar et Richard Marin, Histoire du Brésil, Fayard, 2000 (ISBN 2702853560)
- (pt) Franco Cenni, Italianos no Brasil, São Paulo, UNESP, 2003, 3e éd. (ISBN 8531406714)
- (en) D. P. Kidder, Brazil and the Brazilians, portrayed in historical and descriptive sketches, Philadelphie, Pennsylvanie, Childs & Peterson, 1857
- (pt) Arthur Sauer, Almanak Administrativo, Mercantil e Industrial (Almanaque Laemmert), Rio de Janeiro, Laemmert & C., 1889

#### Sur les collections impériales
- (pt) Ana Cristina Campos Rodrigues, Os Mapas do Imperador: a catalogação e identificação da Cartografia da Coleção Teresa Cristina Maria, Minas Gerais, Universidade Federal de Minas Gerais, 10 novembre 2009 (lire en ligne)